# ألكسندر فريمان
ألكسندر فريمان (بالإنجليزية: Alexander Freeman)‏ (ولد في 3 يناير 1970) هو لاعب كرة قدم ليبيري سابق.
كان لاعب خط وسط بارز. سبق لفريمان اللعب لصالح نادي كلنتن ووبرليس ونادي سلاغور في الدوري الماليزي. كما أنه لعب لصالح منتخب ليبيريا من 1988 إلى 1997 وشارك في كأس الأمم الأفريقية لكرة القدم 1996.